# Sławomir Różycki
Sławomir Różycki (ur. 14 marca 1963) – były polski piłkarz.
Wychowanek ŁKS-u Łódź, w barwach którego rozegrał ponad 200 spotkań w ekstraklasie.